# Prueba de realidad

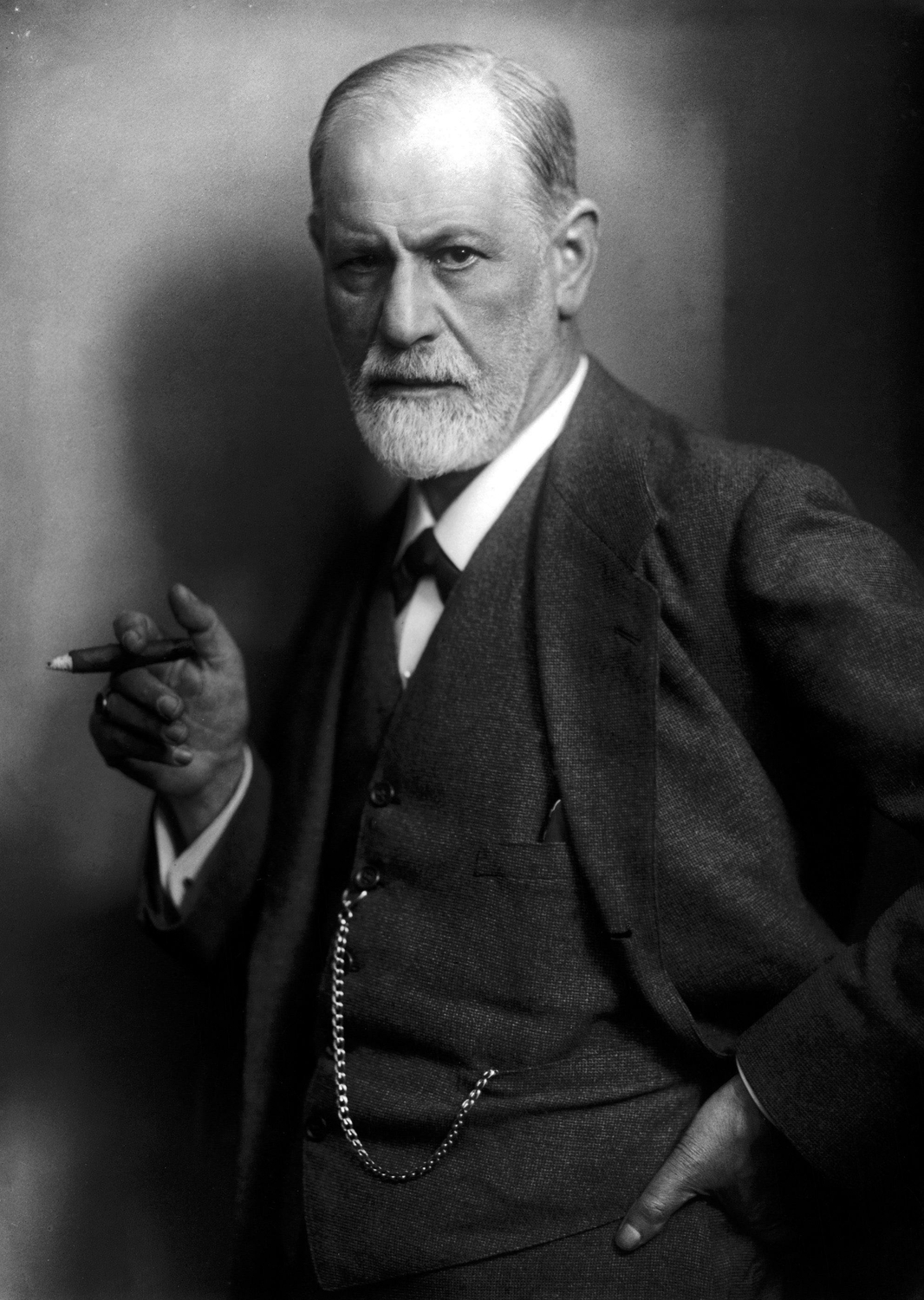
Sigmund Freud fue el primero que empleó la prueba de realidad.

La prueba de realidad es el ejercicio psicoterapéutico mediante el cual el observador refleja y evalúa el mundo real percibido por el paciente y la relación del paciente con esa percepción. Este proceso de distinguir el mundo interno (pensamientos y sentimientos) del mundo externo es una técnica generalmente utilizada en psicoanálisis y terapia de la conducta. Sigmund Freud fue el primero que la empleó.

## Propósito
En entornos de psicoterapia y tratamientos, los terapeutas utilizan la prueba de realidad para persuadir al paciente de que reconozca sus pensamientos negativos, para que evalúe sus pensamientos más lógica que emocionalmente, y para que entonces determine si esos pensamientos son válidos (es decir, internamente coherentes y basados en la realidad). 
La prueba de realidad no se centra necesariamente en la fuente del comportamiento o del pensamiento, sino más bien en el hecho de que los pensamientos actuales están influyendo en el comportamiento aquí y ahora. Después de que se le aplique esta técnica, el paciente a menudo es capaz de ver que los pensamientos que ha estado teniendo no son válidos, porque no se basan en la realidad, y por tanto no debería utilizarlos para guiar sus decisiones cotidianas.
La prueba de realidad puede utilizarse de esta manera para facilitar experiencias emocionales correctivas, demostrando que son incorrectas determinadas expectativas negativas o poco realistas, y favoreciendo pensamientos y comportamientos más adaptativos.
Métodos psicoterapéuticos como la terapia racional emotiva conductual o las terapias cognitivo-conductuales confían intensamente en la capacidad del paciente para autoexaminar frecuentemente sus pensamientos internos y evaluar cómo influyen en sus percepciones, juicios y comportamientos (la misma realidad puede ser percibida de modo diferente según los pensamientos que se tengan: el optimista ve el vaso medio lleno, y el pesimista, medio vacío).
Pruebas de realidad continuas y dirigidas por los terapeutas pueden enseñar a los pacientes cómo examinar luego por sí mismos sus propios pensamientos y comportamientos sin la ayuda del profesional. La exposición constante y prolongada a una multitud de experiencias correctivas puede conducir a los pacientes a conseguir cambios duraderos en sus pensamientos, expectativas, sentimientos y comportamientos.
La prueba de realidad también ha sido identificada como un factor curativo cuando se emplea en terapia de grupo: cada paciente puede utilizar las perspectivas de otros miembros de grupo como la base de la prueba de realidad, y recibir retroalimentación en el momento a través de discusiones grupales, juegos de rol y otras actividades de grupo.

## Características
Los terapeutas que utilizan técnicas de prueba de realidad normalmente confían en la atención, percepción, memoria y juicio del paciente para que llegue a conclusiones lógicas sobre cómo lo que siente internamente está relacionado con la realidad externa.
Si el paciente muestra una capacidad limitada para efectuar con éxito esta prueba de realidad, ello puede indicar una enfermedad mental. Quienes muestran estas limitaciones podrían carecer de la capacidad de distinguir entre el mundo externo y el interno, lo que es un síntoma de psicosis. Por ejemplo, las alucinaciones y los delirios se toman a menudo como señales de fracaso en la prueba de realidad.
La prueba de realidad ha sido identificada como uno de los principios terapéuticos que propician un cambio en los pacientes. Estos principios de cambio son compartidos por todas las orientaciones teóricas de terapia, e incluyen estrategias como: 
- promover la creencia del paciente en la eficacia de la terapia,
- constituir y mantener una alianza terapéutica con el paciente,
- concienciar al paciente sobre los factores que influyen en sus problemas, y
- animar al paciente para que lleve a cabo experiencias correctivas.

Poner énfasis en que el paciente efectúe frecuentes pruebas de realidad en su vida cotidiana se ha demostrado uno los principios que explican la eficacia de las terapias, sin tener en cuenta ideales teóricos. Por esta razón se pueden incorporar aspectos de la prueba de realidad a diversas terapias.